# Energinet.dk
Energinet ist ein dänischer Übertragungsnetzbetreiber für Gas und Strom. Das 2005 durch einen Zusammenschluss entstandene Unternehmen befindet sich vollständig in Staatsbesitz und hat seine Konzernzentrale in Erritsø auf Jütland.

## Geschichte und Beteiligungen
Energinet.dk entstand durch den Zusammenschluss der Stromnetzbetreiber Eltra, Elkraft System und Elkraft Transmission mit dem Erdgasnetzbetreiber Gastra. Der Zusammenschluss erfolgte am 24. August 2005 und trat rückwirkend zum 1. Januar 2005 in Kraft. Energinet gehört vollständig dem dänischen Staat und wird durch das dänische Ministerium für Energie geführt.
Energinet hat folgende Tochterunternehmen (alle Beteiligung 100 % und Sitz in Fredericia):
- Energinet Associated Activities A/S
- Energinet DataHub A/S
- Energinet Systemsansvar A/S (entwickelt Strom- und Gasmärkte und ist im Allgemeinen für die Aufrechterhaltung der Versorgungssicherheit verantwortlich)
- Energinet Eltransmission A/S (baut und wartet das dänische Stromnetz und stellt internationale Verbindungen her)
- Energinet Forretningsservice A/S (interne Servicegesellschaft)
- Energinet Gastransmission A/S (betreibt als Anlageneigentümer das Gastransportnetzes und baut es aus)
- Energinet Teknik og Anlæg A/S (interne Servicegesellschaft)
- Gas Storage Denmark Holding A/S (bietet Speicherdienstleistungen auf dem nordwesteuropäischen Gasmarkt an; Kapazität: 10.000 GWh)

Energinet war mit 20 % an der früheren European Market Coupling Company beteiligt.

## Aktivitäten
Energinet.dk betreibt die Übertragungsnetze für Gas und Strom in Dänemark. Dazu gehört ein 860 km langes Gas-Pipeline-Netz, durch das pro Jahr etwa 8 Milliarden Kubikmeter Erdgas fließen (91 TWh im Jahr 2008). Energinet.dk hat zwei Netzleitstellen, je eine für Gas und für Strom. Die Gas-Leitstelle kann im Notfall als Ersatz-Leitstelle für den Strom-Betrieb dienen, und umgekehrt.
Das Unternehmen betreibt selbst die Höchstspannungsleitungen (400 kV) in Dänemark. Das Höchstspannungsnetz ist über Kuppeltransformatoren mit dem regionalen Verteilnetz (132 und 150 kV) verbunden, das von der Tochtergesellschaft Regionale Net.dk betrieben wird. Über Kuppelstellen ist das ENDK-Verbundnetz ins europäische Verbundnetz eingebunden; das ENDK-Regelzonengebiet an der deutsch-dänischen Grenze ist mit dem Netz von Tennet verbunden. Der HVDC Great Belt Power Link, eine Hochspannungs-Gleichstrom-Übertragungsleitung (HGÜ), wird von Energinet.dk betrieben. Energinet.dk ist Mitgesellschafter der Interkonnektoren nach Schweden (Konti–Skan), Norwegen (Cross-Skagerrak) und Deutschland (Kontek), über die die Netze von Svenska kraftnät, Statnett und 50Hertz angeschlossen sind. Ein Seekabel zum TenneT-Netz in den Niederlanden ist geplant. 2008 wurden mit dem Stromübertragungsnetz 47 TWh übertragen.
Energinet ist das jeweils einzige dänische Unternehmen im Verband Europäischer Übertragungsnetzbetreiber (ENTSO-E) und im Verband Europäischer Fernleitungsnetzbetreiber für Gas (ENTSOG).